# Pärnu JK
Le Pärnu Jalgpalliklubi est un club estonien de football basé à Pärnu fondé le 21 juillet 1989.
L'équipe féminine détient onze titres de champion d'Estonie (2003, 2004, 2005, 2006, 2010, 2011, 2012, 2013, 2014, 2015 et 2016), six Coupes d'Estonie (en 2010, 2011, 2012, 2014, 2015 et 2017) et sept Supercoupes d'Estonie en 2011, 2012, 2013, 2014, 2015, 2016 et 2017.
En dix participations à la Ligue des champions féminine de l'UEFA, le Pärnu JK n'a jamais réussi à dépasser le stade du tour de qualification.
L'équipe masculine remporte la finale de la Coupe d'Estonie en 1990 (sous l'ère soviétique) et participe à la première division du Championnat d'Estonie de 1990 à 1996. L'estonien Indrek Zelinski est l'entraineur depuis novembre 2017.